# 威士伯錦標賽
威士伯錦標賽（Valspar Championship）是美國高爾夫球PGA巡迴賽的一個賽事，於每年三月在美國佛羅里達州舉行。威士伯錦標賽創建於2000年。自2014年開始，由於油漆公司威士伯開始贊助賽事，比賽遂改為現名。

## 外部連結
- 官方网站
- Coverage on PGA Tour's official site （页面存档备份，存于）

28°07′N 82°46′W / 28.11°N 82.76°W